# Евфразий
Евфра́зий (др.-греч. Εὔφρασιος, IV век) — античный философ-неоплатоник, представитель Пергамской школы неоплатонизма, ученик Ямвлиха, ученик Эдесия.
Евфразий упоминается в сочинении Евнапия «Жизни философов и софистов»; он был родом из Греции и, как и многие ученики Ямвлиха, отличался редкими ораторскими способностями.